# Родни, Сизар
Цезарь Родни (англ. Caesar Rodney; 7 октября 1728 — 26 июня 1784) — американский юрист и политик, делегат Континентального конгресса от колонии Делавэр, один из подписантов Декларации независимости Соединённых Штатов.

## Биография
Родился в Дувре, Делавэр. Был шерифом в графстве Кент в 1755–1758 годах, руководителем гражданской милиции Кента в 1756 году. В 1775–1776 годах был членом Континентального конгресса.
1 июля 1776, несмотря на астму и рак, проскакал 80 миль в Филадельфию. На следующий день, он прибыл в здание правительства Пенсильвании вовремя — его голос оказался решающим при подписании Декларации независимости.
Во время Войны за независимость Соединённых Штатов служил в армии патритов в качестве бригадного генерала. Был избран президентом Делавэра в 1778–1782 годах, был членом Континентального конгресса в 1782–1783 годах, но не принимал участия в его работе. Умер в Дувре, Делавэр.

## Образ в кино
- «Джон Адамс» (2008)